# Podheraltice

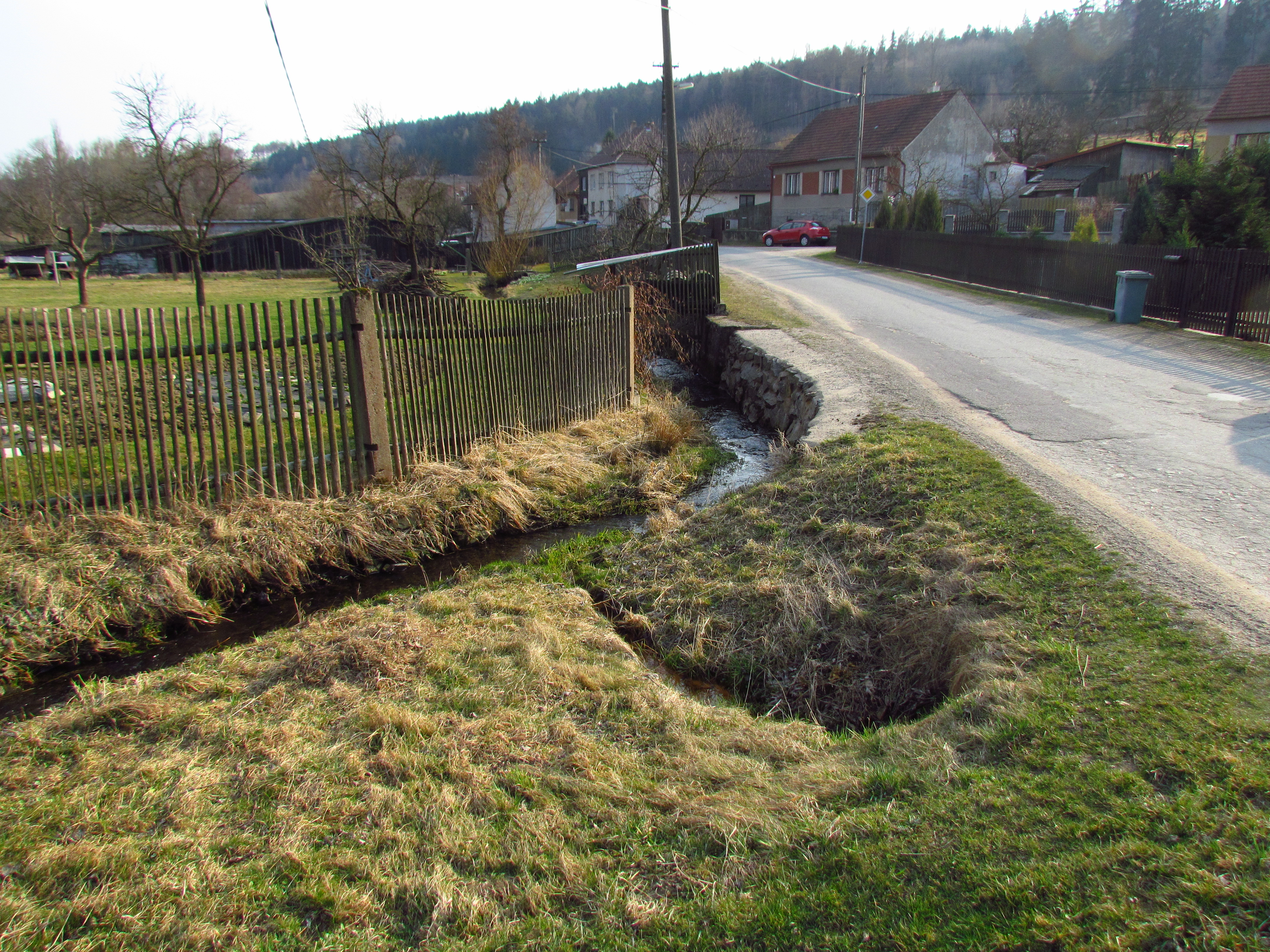
Stařečský potok v Podheralticích

Podheraltice (v 19. století Nová Hospoda) jsou osada v okrese Třebíč v kraji Vysočina, místní část obce Heraltice. Od Heraltic se nachází přibližně 550 metrů na jih, od Třebíče 9,2 km (mezi okraji zastavěných území), popřípadě 13,8 km (mezi centry). Blízko je též obec Pokojovice (563 metrů na jihovýchod) a Chlístov (2,3 km na jihovýchod). 
Osadou prochází silnice III/4056. Podheraltice nejsou nijak označeny; na značce značící příjezd do obce je nápis Heraltice, značka je pouze na jižní straně osady. Podheraltice nejsou zmíněny ani na křižovatkách silnic, pomocí kterých se lze do této osady dostat. Tento název je zmíněn pouze v názvu zdejší autobusové zastávky. 
Naprostá většina osady náleží do katastrálního území Heraltice, malá část na jihu kolem silnice ale již patří ke katastrálnímu území Pokojovice.

## Geografie
Sousedními obcemi osady Podheraltice jsou Heraltice, Pokojovice a Chlístov. Osadou protéká Stařečský potok, převážná její většina se nachází na pravé straně. U Ramachova rybníka na severní straně osady se nachází již nefunkční Ramachův mlýn (dům č. p. 50).
Asi 1,2 km na jihozápad od osady se nachází Kobylí kopec (671 m) a 1,4 km na jihojihozápad Kobylí hlava (688 m). Asi 500 m na východ od Podheraltic se nachází kopec Šibeník (578 m).
V Podheralticích je registrováno dvacet čísel popisných a nachází se zde přibližně čtyřicet budov. Severozápadně od osady se nachází kemp Turistická základna Heraltice.